# 華青幫
華青幫（英語：Wah Ching），俗稱老華，美國黑幫，主要成員以華人為主，通說源自中国青帮，是清末至美國的中國移民所創，今日，「華青幫」控制了旧金山和洛杉矶亚裔美国人社区内的大部分罪犯聚会，以及澳洲悉尼和墨尔本亚洲人社群的其他聚会场所。華青幫与臺灣的天道盟，有密切的聯繫。
美國的四大華裔幫派，即華青、竹聯、四海和洪門。在南加州，華青幫十分著名，1990年代初控制了所有唐人街地區。有傳媒稱有些華青幫堂口勒索店家收取非法利益，不論合法或非法店家全部受害，也會徵召兄弟從事不法勾當。除了收取保護費之外，華青幫採取企業化、多角化經營，當中以賭博尤為盛行，同時在賭場的周邊經營從事高利貸、應召站、販毒，以及炮竹和煙火買賣，供應農曆過年和美國國慶。

## 历史
清末許多華人移居美國加州，但當時美國政府對華裔移民的政策十分嚴苛，又加上當地白人對華人亦有種族歧視，華人遭受許多不公平待遇。當時有幾名中國餐館的廚師，因有青幫背景，在加州組成幫派，取名「華青幫」。緣由有二，一是「華人」的「青幫」；二是「華人青年」的「幫派」。
初時，尚為俠客的團體，時常路見不平，拔刀相助，以中國武術抵抗白人幫派，後逐漸變質，惡名昭彰，1980年代，在宋姓「老爺子」（首領）的領導下，華青幫甚至與義大利黑手黨結盟，逐步由勒索唐人街良民，走向走私、人口販運的大生意，而後在南加州控制了所有華埠地區，無論賭場、地下錢莊、販毒、逼良為娼無惡不作，許多美國華青幫的成員由於市場競爭的關係，來到香港、臺灣等地牟利，他們在臺灣成立了美鷹會，又投入天道盟，成為天道盟的下屬團體，成員以返台的半唐番為主。幫派人士稱美鷹會成員皆持有美國護照，所以警方較難掌握。美鷹會也入侵校園，吸收不良少年販毒，常吸收中學生為成員販賣搖頭丸、K他命、大麻等毒品。

## 近年
自1990年代起，在洛杉磯，華青幫持續和柬埔寨移民為主的「亞洲小子」（Asian Boyz）發生火拚械鬥，據信是由於華青幫自舊金山擴張至洛杉磯時，發生搶地盤的衝突，至少三人死亡。
華青幫原本是華人的幫派，現在也有許多越南人或其他族裔的成員。最近華青幫已較為低調，但是美國政府依然強烈盯哨。

## 華青幫重要成員
- 「Jeff Chiu」本姓邱，父親為台灣之高階公務人員，小時候在眷村長大學業成績很好總是名列前茅，高中時父親將他送往美國讀書後加入華青幫，喜歡豪賭，曾經一晚在澳門輸了上億元眉頭不皺一下，敢拚敢殺講話說一不二的個性，造就了日後他受人尊重主要原因，一次在洛杉磯街頭與當地黑幫的槍戰中身受重傷，仍然與華青幫知名大哥鐵頭聯手擊斃了多名當地黑幫人士，經此一戰名聲傳遍華人圈，奠定了他在華青幫裡面的地位，回台後成為天道盟重要的核心人物，一度被懷疑與四海幫大老陳永和命案有關，現已退居幕後從事汽車零件進出口生意。
- 華一鴻：精英家庭的二代華裔，大學後就加入了華青幫，因持槍企圖謀殺等罪名鋃鐺入獄11年，2017年4月，他因表現良好獲假釋出獄，目前已改過自新。
- 錢克勤：又稱「Crazy Kenny」、「錢瘋子」，1980年代至1990年代華青幫代表性人物，南加州華青幫第一武將，專門負責與其他種族幫派開戰，長期進出各大郡立州立監獄並在Chakawala州立監獄其他種族中得到尊重，而被推舉負責處理亞裔事務「shotcaller」，後因通緝逃回臺北，作風剽悍，成為竹聯幫戰堂堂主，之後金盆洗手，幫助許多兄弟改變生活，回饋社會，現為藝術家及洛杉磯impact牧師。

## 引用資料
1. 1 2  .   [2019-04-09]. （原始内容存档于2019-08-23）.
2. ↑  .   [2019-04-10]. （原始内容存档于2019-08-22）.
3. ↑  .   [2019-04-10]. （原始内容存档于2019-08-22）.

## 外部連結
- Reference to pool hall shooting （页面存档备份，存于）
- https://web.archive.org/web/20070124185611/http://www.usdoj.gov/usao/cac/pr2002/013.html
- http://www.askmen.com/top_10/entertainment/top-10-notorious-gangs_8.html （页面存档备份，存于）
- http://www.streetgangs.com/billboard/viewtopic.php?t=2585
- http://www.brockmorris.com/btigers/ （页面存档备份，存于）
- https://www.sfchronicle.com/crime/article/Chinatown-gang-feud-ignited-one-of-SF-s-worst-8348992.php （页面存档备份，存于）
- https://www.scmp.com/magazines/post-magazine/long-reads/article/2111953/life-and-violent-death-chinatown-hong-kong-born （页面存档备份，存于）
- https://www.ncjrs.gov/pdffiles1/Digitization/147409NCJRS.pdf （页面存档备份，存于）
- https://www.nytimes.com/1977/09/12/archives/san-francisco-ambush-called-chinese-gang-revenge.html （页面存档备份，存于）
- https://www.whittierdailynews.com/2010/09/22/18-arrested-in-operation-targeting-san-gabriel-valley-asian-gang/ （页面存档备份，存于）
- https://sfnewspaperman.blogspot.com/2009/11/chinatown-murders.html （页面存档备份，存于）

template:Organized crime groups in Los Angeles
template:Organized crime groups in America